# Army of the Shenandoah (Confederatie)
Het Zuidelijke Army of the Shenandoah was een leger van de Geconfedereerde Staten van Amerika tijdens de Amerikaanse Burgeroorlog die voornamelijk in de eerste maanden van het conflict bestond. Het werd in het leven geroepen om de Shenandoahvallei in Virginia te beschermen tegen Noordelijke aanvallen. Het leger werd ter versterking naar het Army of the Potomac gestuurd. Tijdens de Eerste Slag bij Bull Run versloeg het de Noordelijke aanvalsmacht. Na de slag werd het leger samengevoegd met het Army of the Potomac en werd de naam army of the Shenandoah niet langer gebruikt.

## Geschiedenis
Het begin van de Army of the Shenandoah ligt bij de verschillende militietroepen en vrijwilligers die Harpers Ferry, Virginia veroverden. Om de troepen de trainen voor de opdracht stelde de militaire bevelhebber van de staat Virginia, Robert E. Lee, Thomas Jackson aan. Jackson richtte vijf infanterieregimenten en één artilleriebatterij op. Deze eenheden zouden de kern vormen van de latere Stonewall brigade. Op 15 mei 1861 nam Joseph E. Johnston het bevel over de troepen in Harpers Ferry over. Hij kreeg vanuit de verschillende Zuidelijke staten extra regimenten. Met alle eenheden kon hij vier infanteriebrigades vormen en één cavalerieregiment, namelijk de 1st Virginia Cavalry onder leiding van J. E. B. Stuart.
Midden juni rukten er Noordelijke eenheden uit het Department of Pennsylvania onder leiding van Robert Patterson richting Harpers Ferry. Johnston achtte een succesvolle verdediging van het stadje onmogelijk. Hij liet de bruggen en een groot deel van de voorraden vernietigen en trok zich terug naar Winchester. Patterson zette geen achtervolging in en bleef dicht bij de Potomac. De opponenten hielden elkaar in de gaten. Er werd slechts één maal slag geleverd bij Falling Waters op 2 juli 1861. Patterson wachtte op versterkingen die twee weken later arriveerden. Daarna startte hij zijn opmars naar Winchester. Hij had slecht 8 km afgelegd vooraleer hij op de Zuidelijke cavalerie van J.E.B. Stuart botste die Johnstons leger afschermde. Patterson stopte opnieuw en overlegde met zijn officieren. Zij adviseerden om de nodige voorzichtigheid aan de dag te leggen. Dit samen met de weigering van verschillende Noordelijke regimenten om ook nog maar iets te doen omdat hun diensttijd erop zat, deed Patterson besluiten om af te zien van verdere actie. Dit gaf de kans aan Johnston om zijn orders van 18 juli uit te voeren waarin stond dat hij het Army of the Potomac van P.G.T. Beauregard diende te versterken bij Manassas Junction. Diezelfde avond vertrok brigade na brigade te voet naar Piedmont waar ze de trein naar Manassas Junction namen. Omdat er maar één trein ter beschikking was, kwamen de brigades één na één aan. De cavalerie en artillerie kwamen te voet achter. De laatste eenheden van Johnstons leger arriveerden in de namiddag van 21 juli 1861.
Johnston nam het algemeen bevel van beide legers op zich omdat hij een langere staat van dienst had. Beauregard had reeds plannen gemaakt om de Noordelijke linkervleugel aan te vallen via de Bull Run. Johnston volgde deze plannen en gaf het operationeel bevel aan Beauregard omdat hij het terrein veel beter kende.
De brigade van kolonel Nathan Evans opende op 21 juli 1861 de aanval op de Noordelijke stellingen in wat later de Eerste Slag bij Bull Run zou genoemd worden. Hij viel met zijn brigade de Matthews Hill aan en werd versterkt door twee brigades van Johnstons leger. Toen de gevechten zich verplaatsten naar Henry House Hill werden de brigades van Cocke en Jubal Early samen met regimenten van Bonhams brigade van Beauregards leger ingezet. De rest van Johnstons leger werd naar de Zuidelijke linkerflank gestuurd. De aanval van Early’s brigade rond 16.00u op de Noordelijke rechterflank brak het vijandelijke leger. De Noordelijken sloegen op de  vlucht. Er vielen minder slachtoffers bij Beauregards brigades vergeleken met die van Johnston, maar toch liepen de verliezen bij sommige regimenten op tot boven de 20 %.
De twee Zuidelijke legers werden na de slag samengevoegd tot één leger onder leiding van Johnston met Beauregard als tweede in bevel. Beauregard werd echter snel naar het westelijke front gestuurd om daar het bevel op zich te nemen. Het Army of the Potomac werd verspreid doorheen noordelijke Virginia om het Noordelijke Army of the Potomac te schaduwen. Er werden nog verschillende schermutselingen uitgevochten zoals de Slag bij Ball's Bluff. In de lente van 1862 werd Johnstons leger naar het gebied rond Richmond overgebracht. Daar werden het Army of the Peninsula en het Zuidelijke garnizoen van Norfolk Virginia toegevoegd aan Johnstons leger. Toen de Noordelijke aanval op Richmond plaats vond tijdens de Schiereilandveldtocht werd de naam veranderd naar Army of Northern Virginia.